# José Maldonado González
José Maldonado González (Tinéu, Astúries, 12 de novembre de 1900 - Oviedo, 11 de febrer de 1985) va ser un polític asturià de l'època de la II República Espanyola, que va exercir com a últim president de la República Espanyola en l'exili.

## Biografia
Nascut a Tinéu (Astúries) en 1900, va estudiar Batxillerat al Col·legi dels Jesuïtes de Gijón, on va cursar els dos primers cursos, per a finalitzar els seus estudis a l'Institut d'Oviedo. En la Universitat d'Oviedo es matricula en la Facultat de Dret, on es llicencia en 1920. Mentre fa el Servei militar es va casar amb Rosalía Pérez Fernández i en acabar-lo, instal·la un bufet d'advocats en la seva localitat natal. Per aquesta època, comença a mostrar les seves simpaties per les idees esquerranes i republicanes, sent simpatitzant de l'Agrupació d'Estudiants Esquerrans i afiliant-se més tard al Partit Republicà Radical Socialista.

### II República
A les eleccions municipals espanyoles de 1931 és escollit regidor del districte de Tuña (parròquia del concejo de Tinéu), com a membre de la coalició republicano-socialista, i nomenat alcalde en constituir-se l'ajuntament; va ocupar aquest càrrec fins a 1933, any en el qual en el concejo de Tinéu va guanyar el Partit Radical per majoria simple havent d'aquests últims pactar amb la CEDA. Després de la proclamació de la República funda, al costat de diverses personalitats entre les quals destaca Leopoldo García Alas Argüelles (fill de l'escriptor Leopoldo Alas «Clarín»), l'Agrupació Asturiana del Partit Republicà Radical Socialista, amb la qual es presenta en la coalició Unió d'Esquerres a les eleccions generals de 1933, sense aconseguir acta de diputat. Com a conseqüència de la unió entre el PRRS i Acció Republicana, el 1934, i més tard la creació d'Izquierda Republicana, Maldonado és elegit president del comitè provincial d'Astúries per aquest partit, amb el qual va participar en la candidatura del Front Popular a les eleccions de 1936, sent elegit diputat a Corts i participant en les comissions d'Instrucció Pública i Agricultura.
Iniciada la guerra civil, va entrar a formar part Consell Interprovincial d'Astúries i Lleó al desembre de 1936, exercint el càrrec de Conseller d'Obres Públiques, com a representant d'Izquierda Republicana; Més tard, amb la creació del Consell Sobirà d'Astúries i Lleó, va seguir exercint el mateix càrrec en la nova institució. Però el 21 d'octubre de 1937, amb l'ocupació d'Astúries pels revoltats, fuig a França, per novament incorporar-se al territori en mans republicanes, sent designat Director General de Carreteres al segon govern de Juan Negrín (1938-1939), càrrec que va ocupar fins al final de la guerra.

### Exili
Ja en l'exili va formar part de diversos governs de la República sent un ministre destacat, com a Ministre de Justícia entre 1947 i 1951, any en el qual va dimitir després de fer-se càrrec de la Presidència del Govern Félix Gordón Ordás i nou ministre de Justícia i Informació (1962-1969) durant el govern de Claudio Sánchez-Albornoz, dimitint amb posterioritat per fer-se càrrec de la vicepresidència de les Corts. En 1959 es van unir els partits Unió Republicana i Izquierda Republicana per donar lloc a la creació de l'Acció Republicana Democràtica Espanyola, de la que en serà el seu primer president. A més, va exercir diferents càrrecs de docència a París, ciutat en la qual residí. En 1971 va substituir Luis Jiménez de Asúa com a President de la República en l'exili després de la seva mort. El 1977, amb la reinstauració de la democràcia a Espanya, va acordar cessar relacions internacionals, de comú acord amb el president José López Portillo de Mèxic. Després d'això va tornar al seu Astúries natal.
Va morir en Oviedo l'11 de febrer de 1985, malalt de pneumònia, i allà va ser on on se l'enterrà. Actualment descansa a La Espina, al concejo de Salas. L'ajuntament d'Oviedo ha nomenat un carrer en el seu honor al barri de la Ería.